# Церковь Димитрия Солунского в Коломягах
Храм Святого Великомученика Димитрия Солунского в Коломягах — деревянный православный храм в Санкт-Петербурге, в историческом районе Коломяги, на углу 1-й Никитинской и Мигуновской улиц. Построен в 1905—1906 годах по проекту архитектора Александра Всеславина. Освящён во имя святого великомученика Димитрия Солунского.
После революции храм не был закрыт и работал даже в дни блокады. Тогда это был один из немногих храмов Ленинграда, где отправлялись службы.
8 ноября 2006 года праздновалось 100-летие этого, одного из самых древних деревянных храмов Санкт-Петербурга. Является памятником культурного наследия России федерального значения.

## История
История церкви святого Дмитрия Солунского начинается в 1899 году; митрополит Санкт-Петербургский и Ладожский Антоний (Вадковский) благословил жителей деревни Коломяги, входившей в приход Благовещенской Новодеревенской церкви Петербургского уезда, устроить сбор пожертвований на переустройство часовни Александра Невского в церковь.
Архитектор Александр Александрович Всеславин пожертвовал проект одноэтажной деревянной церкви, а также пообещал курировать строительство с первого до последнего этапа. Деньги на строительство храма были собраны по подписке жителями села Коломяги и многочисленными дачниками, проживающими в этой местности. Участок земли под храм пожертвовал местный помещик граф А. Ф. Орлов-Денисов-Никитин (1841—1907).
В 1905—1906 годах на Стеклянной горке построили сохранившуюся до наших дней деревянную церковь.
3 декабря 1906 года состоялся торжественный чин освящения церкви с крестным ходом.
В марте 1907 года храму был назначен самостоятельный причт из священника и псаломщика.
Во время Великой Отечественной войны многие деревянные дома в Коломягах были разобраны на топливо, но храм сохранился — и, более того, не закрывался даже в годы ленинградской блокады. Святой Димитрий Солунский считается защитником воинов, поэтому многие местные жители приходили сюда молиться за всех близких, родственников и друзей, участвующих в боевых действиях. Сюда же приходили молиться летчики и бойцы БАО с Комендантского аэродрома — одного из самых больших действующих военных аэродромов осаждённого Ленинграда.
У алтаря храма погребён протоиерей Иоанн Горемыкин (1869—1958), служивший здесь настоятелем с 1940 по 1950 год. Он служил здесь в тяжелое военное время, в голод. Имеются точные данные, что генерал Говоров приезжал благодарить о. Иоанна за сына, который, имея «бронь» как инженер оборонного завода по благословению отца священника ушёл добровольцем на фронт. При возведении боковых апсид в 1991 году захоронение протоиерея Иоанна оказалось под северным предалтарием.
Рядом с храмом похоронен Федор Алексеевич Беляков — воин 30-го артполка 10-й стрелковой дивизии, убитый при защите города 15 ноября 1942 г.

## В наши дни
Сегодня церковь Димитрия Солунского в Коломягах продолжает действовать. В настоящее время это редчайший в пределах Санкт-Петербурга деревянный храм дореволюционной постройки. В нём хранятся частицы мощей св. Серафима Саровского, св. великомученика и целителя Пантелеимона, св. патриарха Тихона, свт. Питирима, еп. Тамбовского и св. великомученика Дмитрия Солунского и многие другие святыни.
В ограде храма Димитрия Солунского находится также церковь во имя святой преподобномученицы Евгении, а неподалёку часовня во имя святого благоверного князя Александра Невского, приписанные к храму Димитрия Солунского.
Церковь является центральным храмом Приморского благочинного округа Санкт-Петербургской епархии, включающего в себя Приморский район Санкт-Петербурга. Её настоятелем с 1990 года до кончины 15 декабря 2020 года был протоиерей Ипполит Васильевич Ковальский.

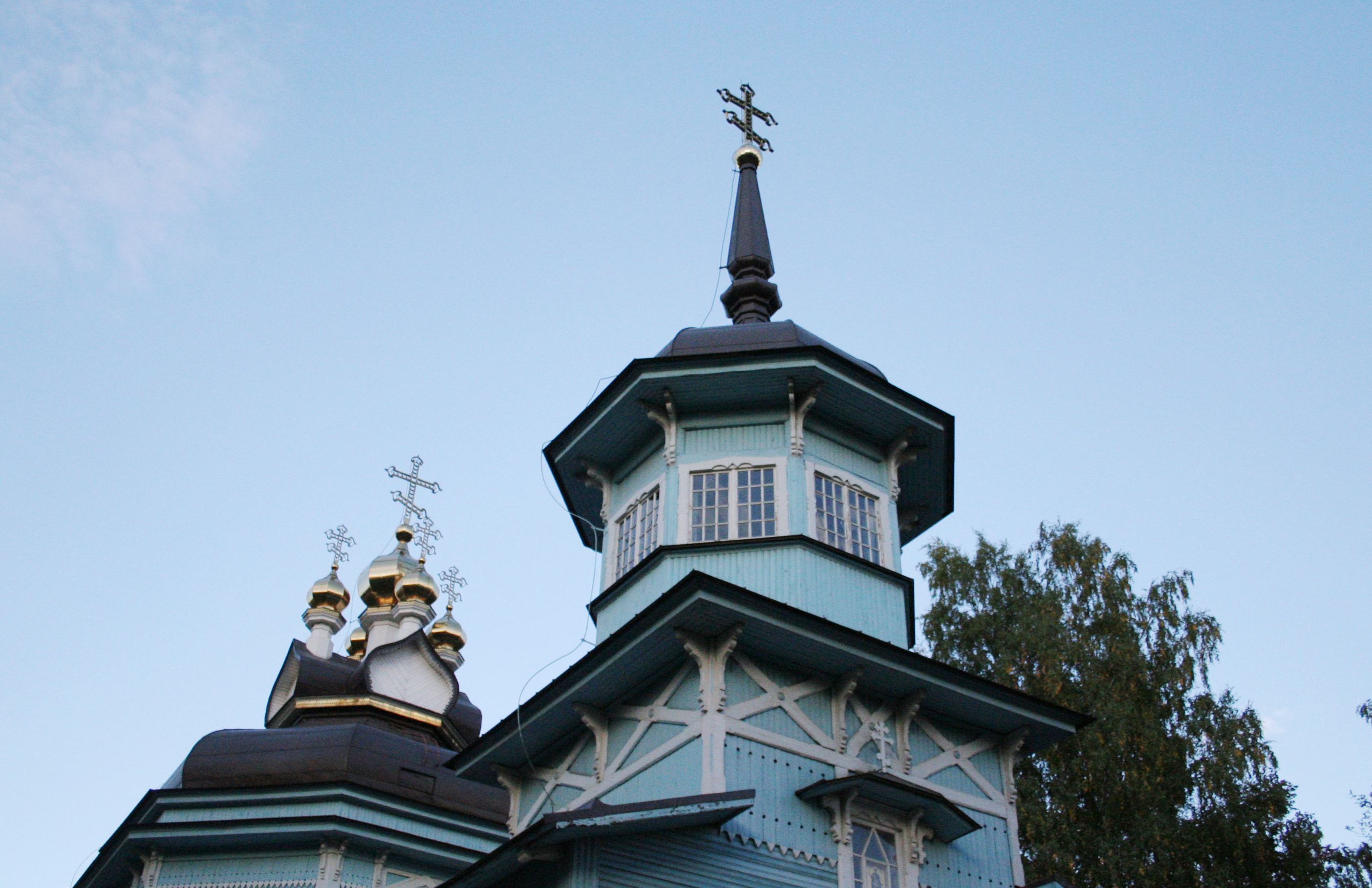
Купола
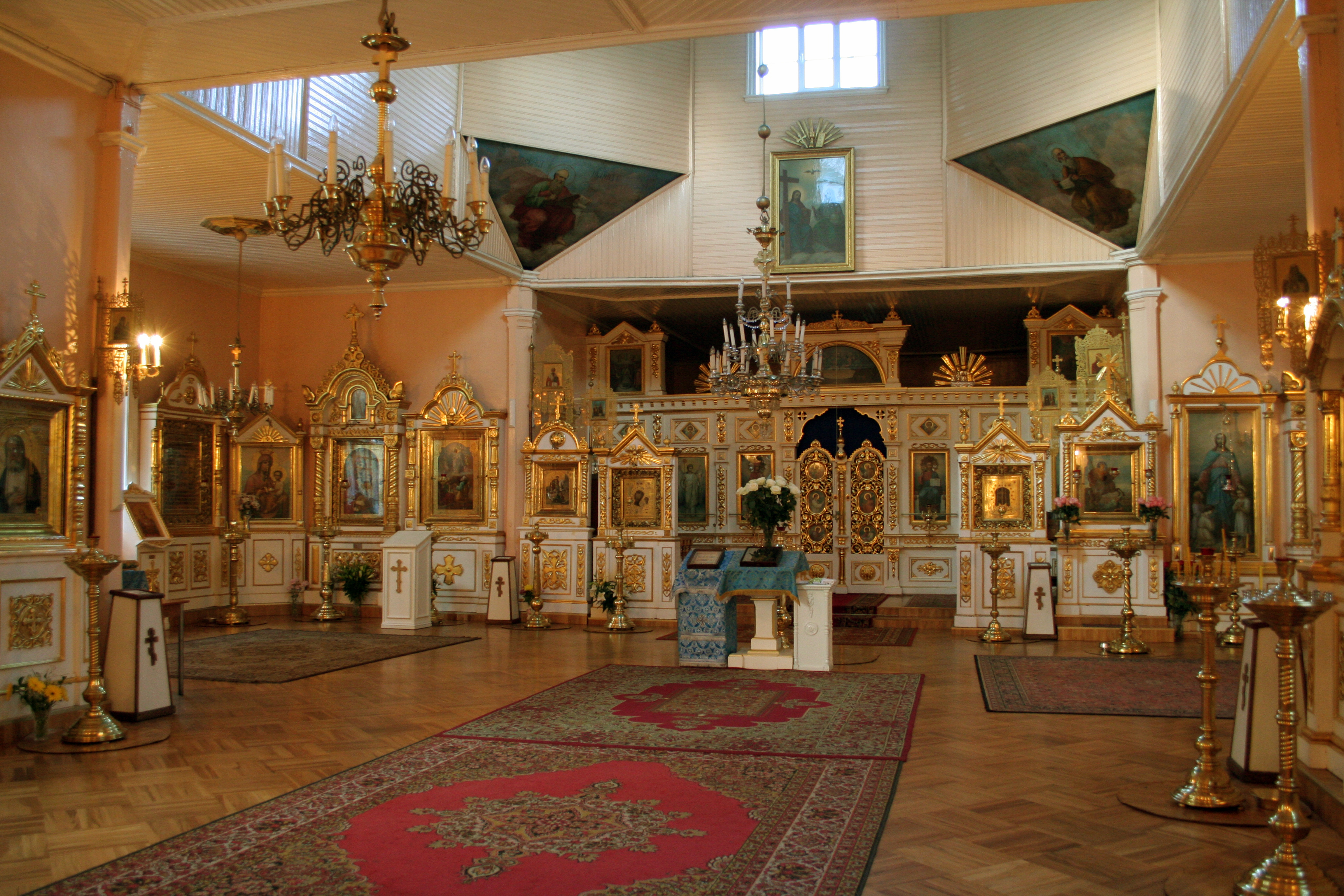
Внутреннее помещение